# La Vega (municipi dominicà)
La Vega, fundada com a Concepción de la Vega, és una ciutat i municipi de la República Dominicana, al centre del país, a la província que porta el mateix nom, de la qual és la capital. El municipi tenia 282.055 habitants l'any 2010.
Aquesta ciutat, fundada el 8 de desembre del 1494, és coneguda per la seva riquesa històrica, cultural i natural, exercint un paper important en el desenvolupament econòmic i social de la regió. En el Santo Cerro, dins del terme, va haver-hi una de les més grans batalles entre taínos i espanyols.
Està format pels districtes municipals de:
| Nom                | Codi     |
| ------------------ | -------- |
| La Vega (distrito) | 02130101 |
| Río Verde Arriba   | 02130102 |
| El Ranchito        | 02130103 |
| Tavera             | 02130104 |

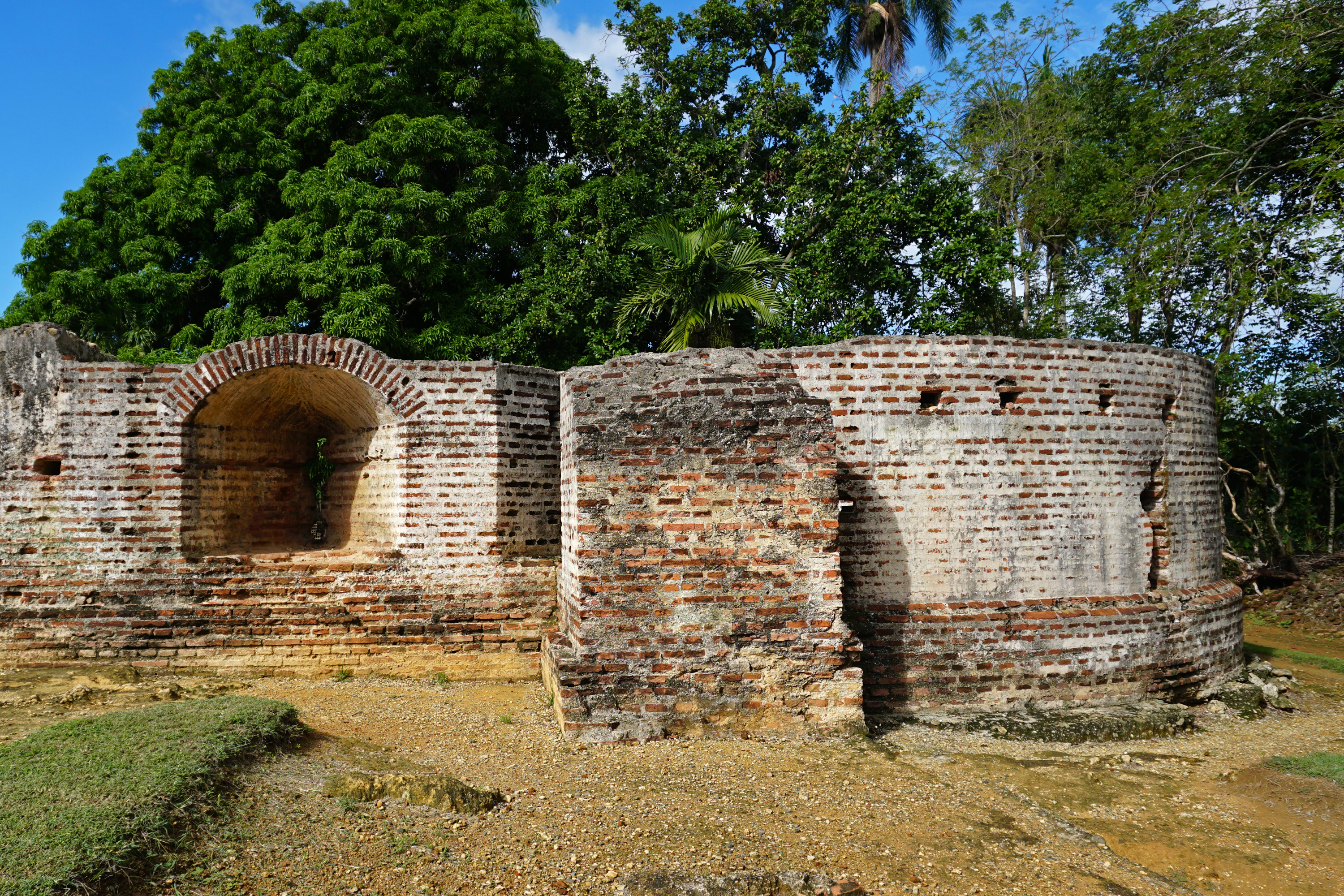
Fortalesa de la Concepción, La Vega Vieja

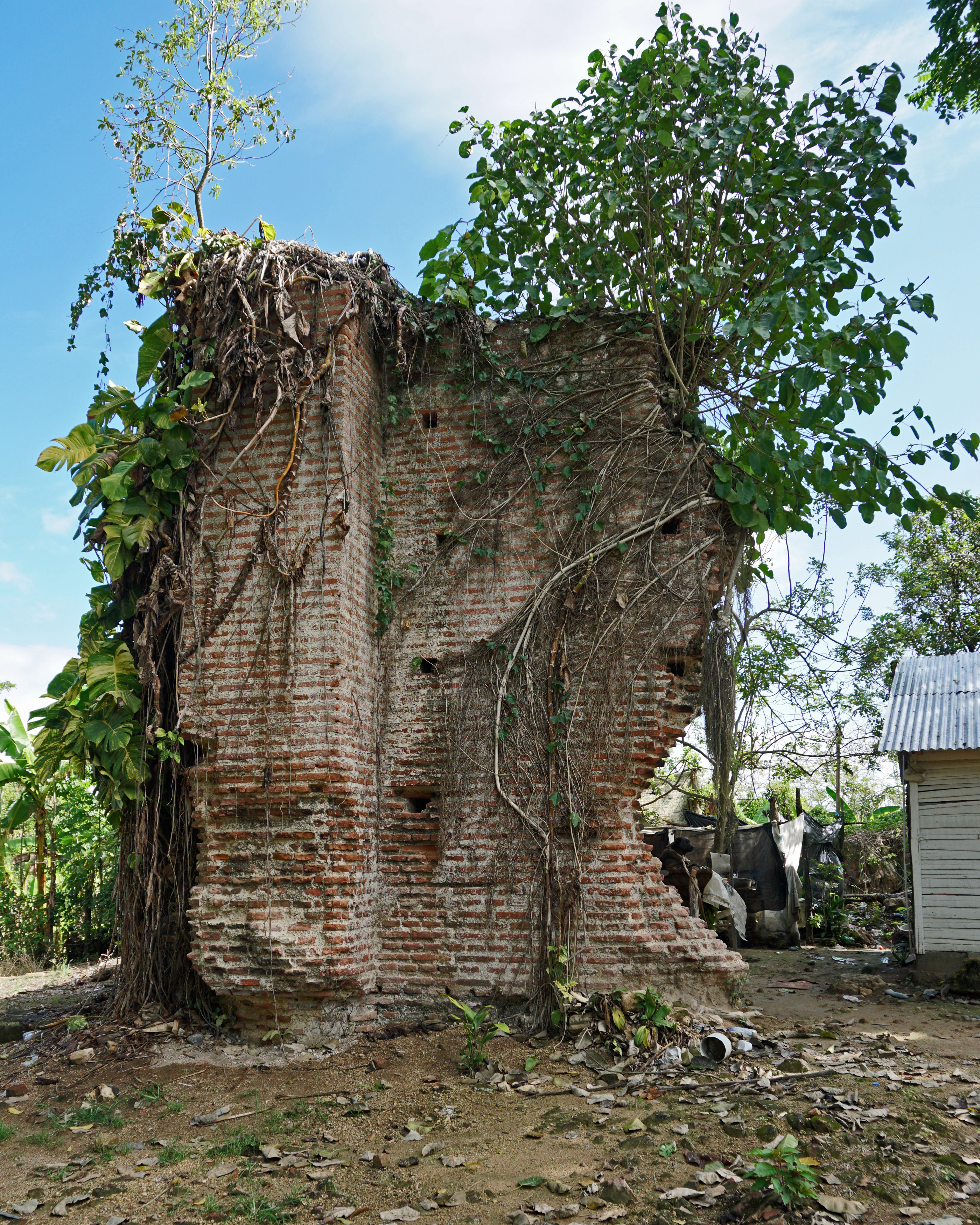
Ruïnes Catedral La Vega Vieja

La població del municipi de La Vega ha tingut la següent dinàmica demogràfica:
|       | 1993    | 2002    | 2010    | 2022    |
| ----- | ------- | ------- | ------- | ------- |
| Homes | 103.591 | 110.605 | 102.077 | 142.040 |
| Dones | 110.067 | 109.674 | 100.787 | 140.015 |
| Total | 213.658 | 220.279 | 202.854 | 282.055 |